# Savojärvi
Savojärvi är en sjö i Finland. Den ligger i Pöytis kommun, Nousis kommun och Virmo kommun i landskapet Egentliga Finland, i den sydvästra delen av landet, 150 km väster om huvudstaden Helsingfors. Savojärvi ligger 68,1 meter över havet. Sjöns area är 1,24 km2 och strandlinjen är 7,01 kilometer lång. Sjön  ingår i Aura å huvudavrinningsområde.   Ungefär hälften av sjön hör till Kurjenrahka nationalpark. Sjön avvattnas genom Järvijoki, ett av Aura ås mest betydande biflöden. I omgivningarna runt Savojärvi växer i huvudsak barrskog.
Vid sjön finns Kurjenrahka nationalparks infocenter Kurjenpesä ("Tranboet") och Nousis kommuns rekreationsområde Rantapiha, som också betjänar nationalparkens besökare. En till nationalparken hörande naturstig/vandringsled leder runt sjön via Kurjenpesä och Rantapiha. Vid sjön finns också sommarstugor.
Vid Savojärvi ligger högmossarna Kurjenrahka och Lammenrahka.